# Dragoslav Burkic
Dragoslav Burkic (* 1. Juli 2000 in Wien) ist ein österreichischer Fußballspieler.

## Karriere
Burkic begann seine Karriere beim First Vienna FC. Zur Saison 2014/15 wechselte er in die Akademie des SK Rapid Wien. Nach nur einer Spielzeit in Hütteldorf kehrte er zur Saison 2015/16 wieder in die Vienna-Jugend zurück. Im Jänner 2017 rückte er in den Kader der zweiten Mannschaft des Klubs. Insgesamt kam er zu elf Einsätzen für Vienna II in der 2. Landesliga, ehe die erste Mannschaft des Teams in der Winterpause 2017/18 den Platz der Amateure einnehmen musste.
Burkic verließ daraufhin den Klub und wechselte nach einem Jahr ohne Team im Jänner 2019 zur zweiten Mannschaft der SV Schwechat. Für Schwechat II kam er neunmal in der sechstklassigen Oberliga zum Zug. Zur Saison 2019/20 schloss er sich dem Regionalligisten SC Wiener Neustadt an. Bei den Niederösterreicher spielte er aber ausschließlich für die Reserve in der Gebietsliga, für die er bis zur Winterpause dreimal eingesetzt wurde. Im Februar 2020 zog er daraufhin weiter zum Ligakonkurrenten ASK-BSC Bruck/Leitha. Auch in Bruck kam er aber ausschließlich in der zweiten Mannschaft zum Einsatz, für Bruck II kam er zu sieben Einsätzen in der siebtklassigen 1. Klasse.
Im Februar 2021 wechselte Burkic zum Zweitligisten SK Vorwärts Steyr. Zum Einsatz kam er für den Zweitligisten aber nie. Zur Saison 2021/22 wechselte er anschließend zum Regionalligisten FCM Traiskirchen. Wie schon zuvor zählte er in Traiskirchen zwar zum Kader der ersten Mannschaft, spielte aber ausschließlich für die Reserve des Teams in der 1. Klasse, in der er achtmal eingesetzt wurde. Im Februar 2022 schloss er sich daraufhin dem Ligakonkurrenten FC Mauerwerk an. Für Mauerwerk kam er bis Saisonende zweimal in der Regionalliga zum Einsatz. Nach einem halben Jahr verließ er die Wiener aber wieder.
Nach einem halben Jahr ohne Klub wechselte der Mittelfeldspieler im Februar 2023 nach Slowenien zum Erstligisten NK Tabor Sežana. Sein Debüt in der 1. SNL gab er im Mai 2023 gegen den NK Maribor. Dies blieb zugleich sein einziger Saisoneinsatz für Tabor, das aus der höchsten Spielklasse abstieg. Daraufhin verließ er den Verein. Nach einer Spielzeit ohne Verein wechselte er zur Saison 2024/25 nach Serbien zum FK Tekstilac Odžaci. Für Tekstilac absolvierte er zwei Spiele in der SuperLiga, aus der der Verein aber abstieg. Daraufhin verließ er das Team nach der Saison 2024/25 wieder.